# Bartholomaeus Pitiscus
Bartholomaeus Pitiscus, född 24 augusti 1561 i Grünberg in Schlesien, död 2 juli 1613 i Heidelberg, var en tysk matematiker och teolog. 
Pitiscus tjänstgjorde som överhovpredikant hos kurfursten av Pfalz. Han är främst känd genom de av honom utarbetade trigonometriska tabellerna. Så uträknade han en särskild Canon triangulorum emendatissimus (1612) med de trigonometriska funktionerna bestämda för var tionde (delvis för varje) sekund samt avslutade och utgav Georg Rheticus Thesaurus mathematicus, där sinus var uträknade med ända till 15 decimaler. Därmed var de trigonometriska tabellerna bringade till så stor fulländning, som över huvud före logaritmernas uppfinnande var möjligt. 
Pitiscus författade även en Trigonometria sive de dimensione triangulorum libri V (1600; i utdrag utgiven redan 1595), den första fullständiga läroboken i plan och sfärisk trigonometri, samt åtskilliga teologiska arbeten.